# Myotis bucharensis
Myotis bucharensis (Kuzyakin, 1950) è un pipistrello della famiglia dei Vespertilionidi endemica dell'Asia centrale.

## Descrizione

### Dimensioni
Pipistrello di piccole dimensioni, con la lunghezza della testa e del corpo tra 46 e 51 mm, la lunghezza dell'avambraccio tra 38 e 43 mm, la lunghezza della coda tra 46 e 55 mm, la lunghezza del piede tra 7,8 e 9,2 mm e la lunghezza delle orecchie tra 11,3 e 14 mm.

### Aspetto
Le parti dorsali sono marroni chiare, mentre le parti ventrali sono bianche. Le orecchie sono marroni chiare e appuntite. Il trago è più lungo della metà del padiglione auricolare. Le ali sono attaccate posteriormente alla base dell'alluce. La coda è lunga ed inclusa completamente nell'ampio uropatagio. Il calcar ha un lobo di rinforzo ben sviluppato.

## Biologia

### Comportamento
Si rifugia all'interno di grotte. Sono stati osservati vivai formati da sole femmine e piccoli. 

### Alimentazione
Si nutre di insetti.

## Distribuzione e habitat
Questa specie è conosciuta soltanto in due località dell'Uzbekistan e due del Tagikistan. Probabilmente è presente anche nelle zone limitrofe dell'Afghanistan e del Kirghizistan.
Vive nelle zone aride.

## Conservazione
La IUCN Red List, considerato che questa specie non è stata più catturata dal 1950 nonostante successive spedizioni negli anni 70 e 80 organizzate per osservarla, classifica M.bucharensis come specie con dati insufficienti (DD). Un individuo è stato catturato nel 2019 in Tagikistan